# Mahmud Szach
Mahmud Szach (ur. ok. 1470, zm. 27 grudnia 1518) – sułtan Dekanu w latach 1482–1518.
Był synem Muhammada III Szaha. W okresie jego panowania rozpoczął się powolny upadek sułtanatu Bahmanidów. Sułtan nie posiadał faktycznej władzy, która spoczywała na rywalizujących o wpływy stronnictwach politycznych. Rządy w prowincjach przeszły na lokalnych rządców, którzy jednakże nadal uznawali nominalnie Mahmuda Szacha.

## Literatura
- Mahmud Szach, [w:] M. Hertmanowicz-Brzoza, K. Stepan, Słownik władców świata, Kraków 2005, s. 761.